# Marcel Farago
Marcel Farago (født 17. april 1924 i Timisoara, Rumænien - død 8. april 2016 i Philadelphia, USA) var en rumænsk/amerikansk cellist, violinist, komponist og pianist.
Fargo studerede violin og cello som barn. Han skrev sin første komposition som 16 årig (en strygerkvartet), som blev spillet ved mange koncerter i Rumænien. Han studerede komposition i Bukarest privat med bl.a. George Enescu. Studerede videre på både cello og som komponist hos bl.a. Paul Tortelier og Darius Milhaud. Fargo har skrevet en symfoni, orkesterværker, kammermusik etc. Han spillede cello i Budapest Symfoniorkester, men flyttede til USA, hvor han blev cellist i Philadelphia Symfoniorkester.

## Udvalgt værk
- Symfoni "Friheden" (1991) - for fortæller, kor og orkester